# Calcinus tubularis
Calcinus tubularis is een tienpotigensoort uit de familie Diogenidae. De wetenschappelijke naam werd in 1767 gepubliceerd door Carl Linnaeus.